# Bed Rest
Bed Rest es una película estadounidense de terror y suspenso de 2022, escrita y dirigida por Lori Evans Taylor. Es la primera película bajo la dirección de The Najafi Companies adquisición tras la separación de STX Entertainment de ErosSTX.

## Argumento
Un profesor universitario, Daniel Rivers, y su esposa Julie son una pareja embarazada que se muda a una antigua pero elegante casa junto a un lago en el norte del estado de Nueva York. Uno de los trabajadores que los Rivers contrataron para remodelar la casa le entrega a Julie un viejo brazalete que encontró mientras hacía el mantenimiento del desagüe, asumiendo que le pertenece a ella. Julie decide quedarse con el brazalete, a pesar de que no es suyo. Los Rivers entran al dormitorio, donde encuentran a su gato Seal Point Ragdoll, Lou, deambulando. Daniel está cansado de gestionar las reformas de la casa, pero está feliz en su matrimonio al igual que Julie, que está embarazada de siete meses y dará a luz en dos meses.
Esa noche, Julie está arreglando el brazalete que recibió ese mismo día y se lo pone en la muñeca. Luego toma una caja que trajo consigo, pero la deja cuando escucha a un niño susurrar en el pasillo. Lou también parece escucharlo, mientras Julie ve a su gato silbar en una puerta cubierta con una lona mientras va a investigar. Luego, Daniel sorprende a Julie y la lleva a lo que será la habitación del bebé. Él le muestra con entusiasmo la cuna y el monitor para bebés en la esquina, que puede grabar video y está conectado a un micrófono. Más tarde esa noche, la pareja asiste a un banquete académico organizado por Dean Whittier y su esposa. Julie entabla una conversación con la esposa de Dean sobre la mudanza de ella y Daniel a la casa a orillas del lago. La esposa de Dean le pregunta a Julie si el hijo del que está embarazada es el primero, pero Daniel responde que sí antes de que Julie pueda responder.
Cuando Julie y Daniel regresan a casa, discuten. Resulta que el bebé del que Julie está embarazada no es el primer hijo de ella ni de Daniel. Varios años antes, se suponía que iban a tener un hijo, pero trágicamente nació muerto. Julie está molesta con Daniel por no ser honesto sobre la pérdida de su hijo, y mientras sube las escaleras, se sorprende al ver a un niño pequeño y tropieza, sufriendo una fuerte caída.
Después de recordar la muerte de su hijo, Julie se despierta en el hospital. El médico que atiende a la pareja, el Dr. Meadows, le revela a los Rivers que, aunque Julie sufrió un desprendimiento parcial de placenta por la caída, ella y el bebé están bien. Sin embargo, como medida de precaución, el Dr. Meadows impone a Julie un reposo obligatorio en cama durante el resto de su embarazo. Esto significa que en las 8 semanas previas al parto, Julie no puede conducir ni levantar objetos pesados ni realizar otras actividades físicas, salvo ir ocasionalmente al baño. El Dr. Meadows también enfatiza la importancia de que Julie evite el estrés y recomienda encarecidamente posponer todas las renovaciones hasta que nazca el bebé. Unos días más tarde, Julie recibe el alta del hospital y Daniel la ayuda a acostarse una vez que llegan a casa. Al darse cuenta de la infelicidad de su esposa, Daniel intenta animarla mostrándole las cosas útiles que instaló en el dormitorio, como una herramienta para agarrar cosas, un iPad, su computadora portátil y un par de walkie-talkies de dos vías.
En su primer día de reposo en cama, cuando quedan 55 días hasta la fecha prevista, Julie intenta trabajar un poco en su computadora portátil, pasa algún tiempo mirando televisión y usa la herramienta de agarre para poder jugar con Lou. Mientras usa el baño, Julie escucha a un niño reír y a un bebé llorar, por lo que regresa al dormitorio para investigar. Al ver que la puerta del armario se abre por sí sola, Julie va a ver qué hay detrás, pero no encuentra nada allí. Daniel regresa a casa y regaña a Julie por estar fuera de la cama durante demasiado tiempo al ver una caja de UPS en el dormitorio, deduciendo que debe haber bajado a buscarla. Él y Julie vuelven a pelear, y esta última expresa su irritación por sus limitaciones. Daniel se disculpa, comprende la frustración de Julie y recuerda el consejo del Dr. Meadows acerca de que su esposa evite el estrés antes de agradecer a su hija por nacer por comportarse. Esa noche, llega una tormenta y a Julie le cuesta conciliar el sueño. Oye crujir de nuevo la puerta del armario y un relámpago revela a un niño asomándose detrás de ella. Julie despierta frenéticamente a Daniel, quien revisa el armario y no encuentra a nadie dentro, para su confusión.
Pasan 12 días y Julie ahora está en el día 13 de reposo en cama, faltando 43 días para la fecha prevista de parto. Julie está sentada junto a una ventana, viendo la televisión y limpiando la pulsera que le han regalado. Julie se da cuenta de que un niño pequeño juega en la nieve y lo llama y le pregunta dónde está su madre. El niño la señala antes de que la ventana se cierre abruptamente. Aparece una alerta en el monitor del bebé, pero solo es Lou. A pesar de esto, Julie sigue revisando la guardería y ve el reflejo del rostro de alguien en el espejo. Julie marca frenéticamente el 911 para denunciar al intruso. Daniel regresa a casa justo cuando Julie termina de contarle al oficial de policía en el lugar lo que había visto. El oficial dice que no pudo encontrar a nadie. Una vez que el oficial se va, Julie y Daniel tienen otra discusión porque el último piensa que el primero está recayendo una vez más. Daniel, que no está dispuesto a ver más a su esposa en su estado actual, decide contratar a una niñera para que cuide a Julie, para su desdén. Cae la noche y a Julie nuevamente le cuesta conciliar el sueño. Saca la caja de antes y revisa el contenido, que incluye juguetes que se suponía que eran para su hijo muerto, Andrew. Julie llora hasta quedarse dormida sobre su hijo muerto, pero la despierta un objeto que se mueve en el techo, que es el auto de juguete de Andrew. Después de ver a un niño salir corriendo de la habitación, Julie comienza a sospechar que recibió la visita del fantasma de su hijo. Intenta llamar a Andrew a través del monitor para bebés, antes de ser interrumpida por Daniel.
Ahora es el día 23 de reposo en cama de Julie, faltando 33 días para que nazca el bebé. Daniel ha contratado a una enfermera llamada Delmy Walker para que cuide a Julie mientras él está en el trabajo. Delmy le hace a Julie un examen de salud antes de hablar sobre la historia pasada de esta última. Se revela que después de la muerte fetal de Andrew, Julie tuvo un episodio de psicosis posparto, que requirió una estadía de seis semanas en un hospital psiquiátrico. Luego, Delmy le confía a Julie que lo intentó varias veces y no logró convertirse en madre porque era estéril y aceptó su trabajo como doula para poder considerarse madre honoraria al ayudar a otras madres a dar a luz a sus bebés.
Pasa una semana y Julie se encuentra ahora en el día 29 de reposo en cama, faltando 27 días para que dé a luz. Delmy ayuda a Julie a entrar en la bañera antes de salir temporalmente de la habitación. Tan pronto como Delmy sale, Julie ve el reflejo de Andrew en el espejo y siente un dolor de estómago. El Dr. Meadows llega a la casa para ver cómo están Julie y su hija por nacer y le dice a Julie que estaba lidiando con contracciones de Braxton Hicks. El Dr. Meadows le pide a Julie que le cuente sobre el chico con el que ha estado saliendo, ya que Daniel y Delmy le informaron sobre su estado mental. Sintiendo que Julie está lidiando con psicosis posparto nuevamente, el Dr. Meadows le receta un medicamento a Julie y le cuenta a Daniel sobre la posibilidad de admitir a su esposa en un centro psiquiátrico si el medicamento no funciona, lo que es escuchado por una Julie molesta y que escucha a escondidas.
Delmy comienza a darle su medicina a Julie esa misma noche. Los días pasan y Julie ahora parece estar libre de estrés y disfrutando de su tiempo con Delmy. El día 38 del reposo en cama de Julie, cuando faltan 18 días para que nazca el bebé, las cosas empiezan a ir cuesta abajo una vez más cuando incluso Lou comienza a ver al niño. Julie llama a Andrew esa noche a través del monitor para bebés.
Ahora es el día 46 de reposo en cama de Julie, y quedan 10 días hasta que esté lista para dar a luz. Julie, que está en la bañera, llama a Andrew y su espíritu aparece en el baño, para su deleite. Andrew, sin embargo, advierte a su madre que necesita irse y que "quiere una hermanita". Julie le pregunta a su hijo de quién está hablando, pero desaparece cuando Delmy vuelve a entrar al baño. Esto hace que Julie comience a sospechar que Delmy tiene intenciones nefastas para ella y su hija, y comparte sus preocupaciones y la advertencia de Andrew con Daniel. Discuten una vez más y Daniel sale furioso antes de dirigirse a la guardería y apagar la cámara del monitor para bebés.
Pasa otra semana y quedan tres días hasta la fecha prevista de parto de Julie. Delmy le hace a Julie otro examen de salud antes de contarle una historia sobre una familia que alguna vez vivió en el área. La pareja tuvo tres hijos y la madre estaba embarazada de un cuarto hijo. La pareja se dirigía al hospital para tener su cuarto hijo cuando su coche patinó sobre el hielo y se estrelló, acabando con la vida de su hija por nacer. Posteriormente, la esposa cayó en una profunda depresión y finalmente se suicidó. Julie pregunta cómo se llamaba la madre y Delmy responde que el nombre de la mujer era Melandra Kinsey. Julie mira el brazalete en su muñeca y encuentra un dije con las iniciales "MK". Con su curiosidad despertada aún más, Julie saca las escrituras de la casa y descubre que una pareja con el apellido 'Kinsey' anteriormente era propietaria de la casa y que el nombre de la esposa era Melandra. Julie llama al periódico local, The Daily Courier, y pregunta si tenían algún artículo archivado sobre una mujer llamada Melandra Kinsey que se suicidó a finales de los años 60.
Ahora es el último día de reposo en cama de Julie. Julie está sola en el dormitorio con Lou y Daniel está de camino a casa. Julie conecta su teléfono celular al Roomba y lo utiliza para ver qué sucede en la guardería. Julie vuelve a ver a Andrew y le pregunta si Melandra Kinsey es la persona que quiere a su bebé. Andrew huye al escuchar el nombre de Melandra y Julie lo ve parado con otros dos niños antes de que la cámara se apague. Después de escuchar pasos pesados y ver manos fantasmales en su estómago, Julie llama a Delmy. Pensando que Julie está en las primeras etapas del parto, Delmy va a vestirse.
Luego, Julie recibe un correo electrónico del Daily Courier con el artículo que había solicitado anteriormente y hace clic en el enlace. Mientras lee el artículo, Julie se horroriza cuando descubre que Melandra ahogó a sus tres hijos en la bañera antes de quitarse la vida. Luego, a Julie le queda claro que Melandra era la mujer sobre la que Andrew le estaba advirtiendo y que quiere quedarse con el bebé de Julie para poder reemplazar a la hija que perdió. Cuando Delmy vuelve a entrar a la habitación con Daniel, Julie ruega que la lleven al hospital porque Melandra Kinsey está en la casa y quiere al bebé. Julie tiene una contracción y Daniel y Delmy comienzan a presenciar la actividad paranormal por sí mismos. Al darse cuenta de que su esposa tenía razón todo el tiempo, Daniel le dice a Delmy que le consiga la silla de ruedas a Julie, pero sobrenaturalmente la arroja a un lado. Delmy le grita a Melandra que deje en paz a Julie, pero una fuerza invisible la tira por la ventana y la mata. Julie y Daniel corren para salvar sus vidas, pero Melandra se niega a dejarlos irse. Daniel recibe un golpe en la cabeza con una herramienta y queda inconsciente. A Julie se le rompe fuente y usa uno de los walkie-talkies para intentar llamar a la policía para pedir ayuda, pero la arrastran al baño y luego a la bañera sin usar. Luego se ve al fantasma de Melandra doblando una esquina, dirigiéndose al baño.
Julie da a luz a su hija en la bañera y Melandra aparece en el baño segundos después, intentando quitarle la vida al bebé. Mientras intenta defenderse, Julie se da cuenta de que el suelo debajo de la bañera está hecho de madera podrida. Sacude la bañera hasta que el piso debajo de ella se hunde, enviando la bañera al primer piso con Julie y el bebé adentro. El bebé está vivo, pero Julie está muriendo a causa de sus heridas. Al escuchar al bebé llorar, Daniel, ahora despierto, se apresura a atender a su esposa y a su hijo recién nacido. Julie, debilitada, insta a Daniel a tomar a su hija y huir. Daniel toma a su hija e intenta derribar las puertas de entrada, pero no se mueven. Melandra entra al vestíbulo, negándose a que se la nieguen. Mientras Melandra avanza hacia Daniel y el bebé, Julie se levanta, decidida a proteger a su hija. Ella estrangula a Melandra y proclama en voz alta "este es mi hijo" antes de ordenarle al fantasma que se vaya. Melandra es succionada y desterrada al más allá.
Disfrutando de su victoria, Julie llama a Daniel, pero él no la escucha. Los paramédicos llegan a la casa y Daniel les grita pidiendo ayuda. Luego, Julie ve su propio cadáver entre los restos de la bañera y se da cuenta de que ha muerto. Mientras Julie observa a los paramédicos intentar frenéticamente reanimarla, se derrumba de tristeza antes de que aparezca el fantasma del niño y la guía a una habitación donde Andrew la está esperando en una cuna. Julie sostiene a Andrew en sus brazos, encantada de tener finalmente la experiencia que le habían robado años atrás. Mientras Julie se prepara para entrar al cielo con su hijo, siente que la convocan de regreso a su cuerpo. El fantasma de Delmy aparece y Julie, al darse cuenta de que su marido y su hija recién nacida la necesitan, le pide a Delmy que cuide de su hijo en el cielo hasta que Julie se le acabe el tiempo de viva. Delmy está de acuerdo y Julie se despide de su hijo. Luego, Julie observa cómo Delmy asciende al cielo con Andrew antes de ser revivida por los paramédicos.
La película termina un año después, con Daniel jugando con su hija que ahora tiene un año y el gato Lou, antes de que Julie entre y se una a la diversión.

## Reparto
- Melissa Barrera como Julie Rivers
- Guy Burnet como Daniel Rivers
- Kristen Harris como el OB-GYN de Julie
- Kristen Harris como obstetra y ginecólogo de Julie
- Erik Athavale como Dr. Meadows
- Edie Inksetter como Delmy Walker
- Kristen Sawatzky como Melandra Kinsey
- Paul Essiembre como Dean Whittier
- Marina Stephenson Kerr como la Sra. Whittier
- Lennox Denyer como el bebé Andrew Rivers

## Producción

### Desarrollo
El 27 de julio de 2015, Metro-Goldwyn-Mayer adquirió el thriller de Lori Evans Taylor "Bed Rest" con Karen Rosenfelt y Chris Sparlding se adjuntaron para producir la película. El 25 de octubre de 2021, STX Entertainment y Project X Entertainment se dispuso a producir "Bed Rest" con Evans Taylor para hacer su debut como directora y producir ejecutivamente la película con y Project X's James Vanderbilt, William Sherak, Paul Neinstein y Melissa Barrera.

### Casting
Junto con el anuncio, Melissa Barrera fue fijada para protagonizar la película. El 10 de diciembre de 2021, Guy Burnet fue elegido para participar en la película.

## Estreno
Bed Rest fue lanzada en Tubi el 7 de diciembre de 2022. Anteriormente estaba previsto su estreno en cines el 15 de julio de 2022.